# Onze-Lieve-Vrouw Ter Kamerenkerk

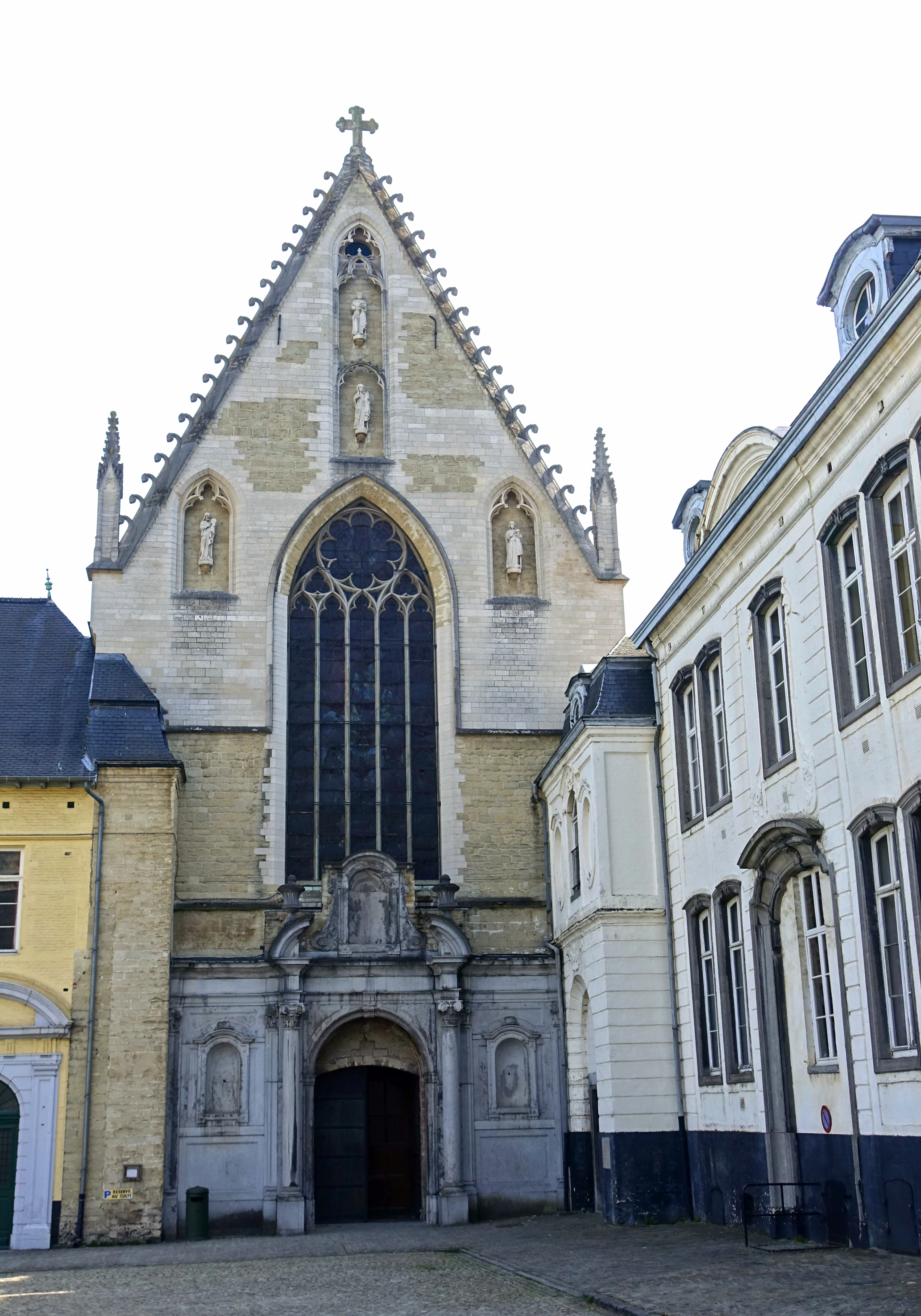
Voorgevel van de Onze-Lieve-Vrouw Ter Kamerenkerk

De Onze-Lieve-Vrouw Ter Kamerenkerk (ook: Onze-Lieve-Vrouw Ter Kameren en Sint-Philippus Neriuskerk) is een parochiekerk en voormalige abdijkerk te Elsene, behorend tot het complex van de Abdij Ter Kameren.

## Gebouw
Deze gotische kerk is het oudste deel van het huidige abdijcomplex. Het ingangsportaal is echter 18e-eeuws en werd vóór het originele gotische portaal geplaatst. Enkele muurgedeelten stammen uit de 13e eeuw, en maken deel uit van het oorspronkelijke complex dat omstreeks 1232 werd gesticht. Het grootste deel van de kerk is 14e-eeuws, het koor is van voor 1350 en is mogelijk ontworpen door Adam Gheerys. De Heilig Sacramentskapel is van het midden der 14e eeuw; het schip is van de tweede helft der 14e eeuw.
In 1796 werd de abdij onteigend. Vanaf 1810 fungeerde de abdijkerk als parochiekerk, gewijd aan de heilige Filippus Neri.
De kerk heeft geen toren, wel is op het dak een vieringtorentje aanwezig.